# Plagiobothrys mexicanus
Plagiobothrys mexicanus är en strävbladig växtart som först beskrevs av Macbride, och fick sitt nu gällande namn av Ivan Murray Johnston. Plagiobothrys mexicanus ingår i släktet tiggarstavar, och familjen strävbladiga växter. Inga underarter finns listade i Catalogue of Life.